# 임혜진
임혜진은 대한민국의 배우이다.

## 출연작

### 드라마
- 《블랙》 (OCN, 2017년) - 왕영춘의 처제 역
- 《마술학교》 (JTBC, 2017년)
- 《호박꽃 순정》 (SBS, 2010년)

### 연극
- 《콩나물의 노래》 - 이미자 역
- 《망원동 브라더스》 - 조선화 역
- 《사랑에 스치다》 - 은주 역
- 《최고의 사랑》 - 선영 역
- 《비즈니스》 - 여자 역
- 《행복》 - 아내 역
- 《셜록홈즈》 - 아메스 역